# Agência de Proteção Ambiental dos Estados Unidos
A Agência de Proteção Ambiental dos Estados Unidos (Environmental Protection Agency, EPA ou às vezes, USEPA em inglês) é uma agência federal do governo dos Estados Unidos da América, encarregada de proteger a saúde humana e o meio ambiente: ar, água e terra. A EPA começou a funcionar em 2 de dezembro de 1970, quando foi instituída pelo presidente Richard Nixon. É chefiada por um administrador, indicado pelo presidente. A EPA não é um ministério de facto, mas o administrador geralmente possui status ministerial. Em 2007, a agência possuía 17 000 funcionários em tempo integral.

## Administradores da EPA
- Michael S. Regan - desde 11 de março de 2021.